# Taraxacum heterolepis
Taraxacum heterolepis là một loài thực vật có hoa trong họ Cúc. Loài này được Nakai & Koidz. ex Kitag. miêu tả khoa học đầu tiên năm 1933.